# Filodemos
Filodemos, född omkring 110 f.Kr. i Gadara (Syrien), död omkring 35 f.Kr. i Herculaneum, var en grekisk filosof och poet. 
Filodemos studerade i Aten under den epikureiske filosofen Zenon. Omkring 75 f.Kr. for han till Rom, där han blev vän och mentor till Lucius Calpurnius Piso Caesoninus, som var Julius Caesars svärfar. Filodemos ledde tillsammans med Vergilius lärare Siron den epikureiska kretsen i Italien, som hade sitt centrum i Neapel. Han var efter Lucretius den siste store företrädaren för epikurismen. Bland annat har ett viktigt utdrag ur Epikuros verk om viljans natur bevarats, och ett annat papyrus som han skrev, hjälper oss att förstå de allmänna grunddragen i Epikuros etik. Utöver sina skrifter inom epikurismens ramar, skrev Filodemos om logik, retorik, etik, teologi, estetik, musik, dialoger och diatriber.

## Fyra vägar till lycka
I dikten Tetrapharmakos (ungefär: det fyrfaldiga läkemedlet) beskriver Epikuros fyra vägar till ett lyckligt liv, som på många sätt sammanfattar epikurismen. Dikten är nedskriven av Filodemos:

Frukta inte gud

Bekymra dig inte om döden

Det som är gott är enkelt att få

och det som är förfärligt är lätt att uthärda

(Filodemus, Herculaneum Papyrus, 1005, 4.9-14)